# 中分球
中分球（midsphere）或稜切球
（又譯中交球、中點球）
是指與多面體每條稜相切的球。

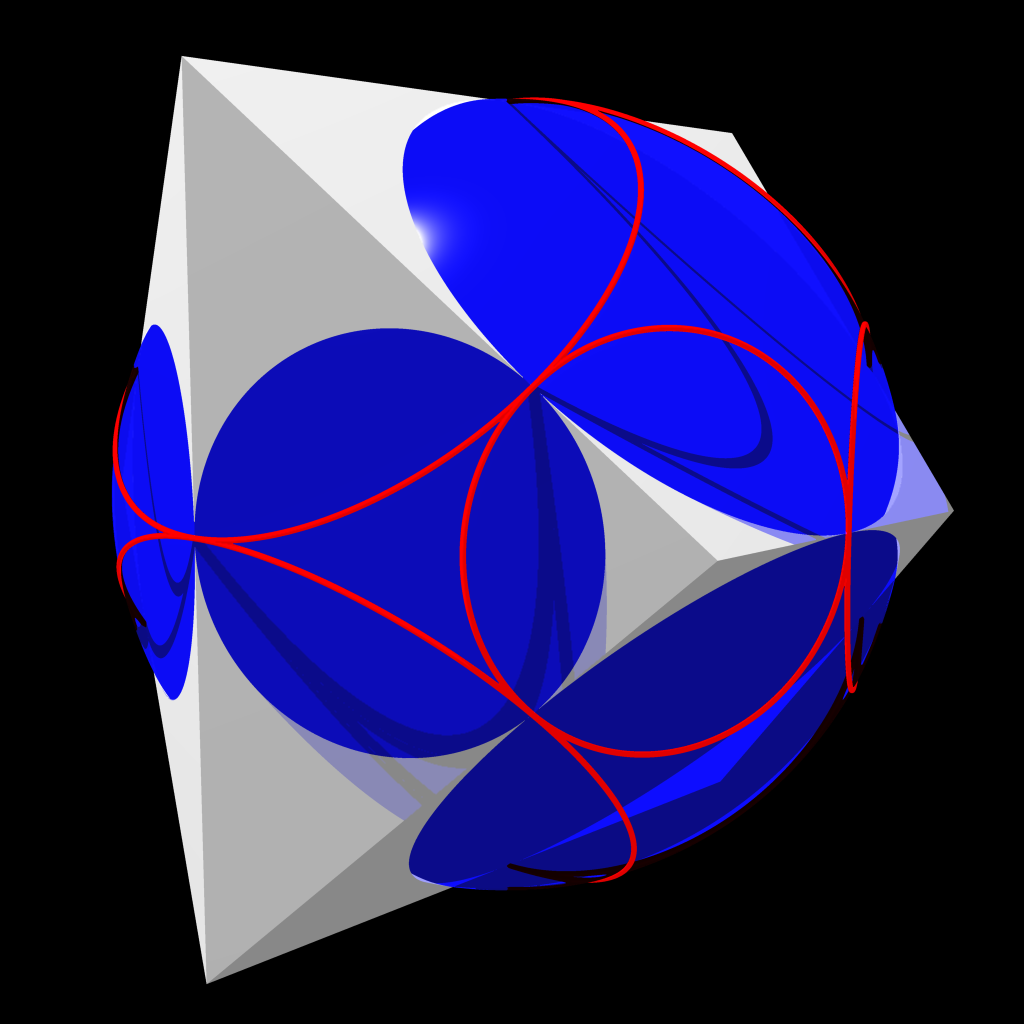
多面體和其中分球。紅色圓圈表示可以從每個頂點能見到的中分球球冠之球冠表面的邊界。藍色圓形表示中分球與多面體相交的截面

並非每個多面體都有中分球，但均勻多面體，包括正多面體、擬正多面體和半正多面體及其對偶多面體都具有中分球。
中分球的半徑稱為中分半徑或中分球半徑。
如果一個多面體存在中分球則稱這個多面體和這顆球中分（midscribed，又譯中交）。（相對於內切球的內切和外接球的外接）
當多面體具有中分球時，可以在中分球上形成兩個垂直的圓形堆疊，一個對應於多面體頂點之間的鄰接，另一個對應於具有相同中分球的極多面體。
每個多面體邊的長度是其兩個端點到該圓形堆疊中相應圓的距離總和。
每一個多面體都有一個等效組合（相同拓樸結構）的規範多面體（canonical polyhedron）。
對應的規範多面體確實會存在中分球，中心點位於所有中分球與稜相切之點集的幾何中心。
可以用數值方法近似地求出規範多面體與其中分球，但其座標不能精確地以解析式表示。
任何規範多面體和其極對偶都可以用來構建四維反棱鏡的兩個相對維面。
在二維空間中沒有「中分」的概念，僅有「內切」和「外接」。

## 定義和範例
三維凸多面體的中分球定義為與多面體的每條邊相切的球體。也就是說，每條邊都恰好與該球交於一點，而沒有邊的線段「穿過球體」的情況發生。此時，這個球體與多面體之面相交的部分恰好為該面的內切圓。
當中分球存在時，它是唯一的。並非每個凸多面體都有中分球；有中分球的多面體每個面都必須有一個內切圓（即這個多面體每個面必須都是圓外切多邊形），並且這些內切圓共球，也就是它們都同屬於一個球體。例如，長方體僅有當所有邊等長變為立方體時才具有中分球，否則邊不等長的長方體，其矩形面不存在內切圓。
幾何中心位於笛卡爾座標系原點的单位立方体，其八個頂點為{\textstyle (\pm {\frac {1}{2}},\pm {\frac {1}{2}},\pm {\frac {1}{2}})}，邊的中點與原點的距離為{\displaystyle {\frac {1}{\sqrt {2}}}}。因此這個立方體的中分球以原點為中心，半徑為{\displaystyle {\frac {1}{\sqrt {2}}}}。這個半徑大於其內切球半徑{\textstyle {\frac {1}{2}}}，並小於外接球半徑{\textstyle {\sqrt {\frac {3}{4}}}}。更一般地，任何邊長為{\displaystyle l}的柏拉圖立體，其中分球半徑為：
- {\displaystyle {\frac {1}{2{\sqrt {2}}}}l}（正四面體）
- {\displaystyle {\frac {1}{2}}l}（正八面體）
- {\displaystyle {\frac {1}{\sqrt {2}}}l}（立方體）
- {\displaystyle {\frac {\varphi }{2}}l}（正二十面體，其中{\displaystyle \varphi }為黃金比例）
- {\displaystyle {\frac {\varphi ^{2}}{2}}l}（正十二面體）

凸均勻多面體，包括凸正多面體、擬正多面體和半正多面體及其對偶多面體都具有中分球。在凸正多面體中，內切球、中分球和外接球都存在且同心，其中分球與凸正多面體每條邊的中點相切。

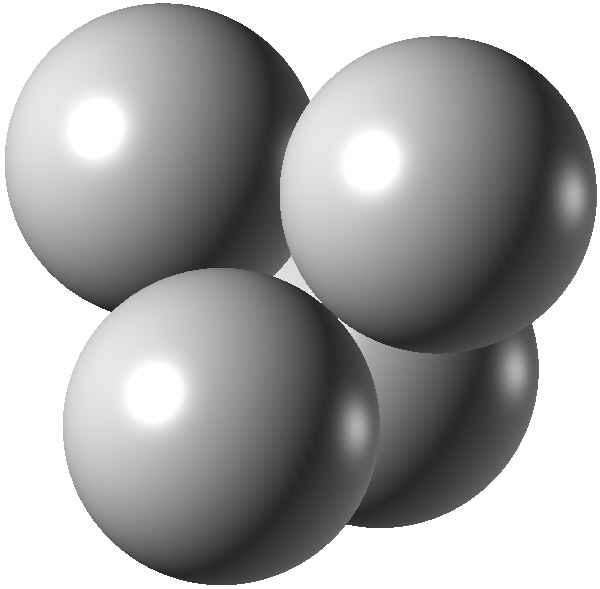
四個成對的相切球體的中心形成克雷爾四面體（Crelle's tetrahedra）的頂點。此處，四個相等的球體形成一個正四面體。中分球穿過這些球體的六個切點，在這種情況下形成正八面體

並非所有不規則四面體都具有中分球。存在中分球的四面體稱為「克雷爾四面體」（Crelle's tetrahedra）；其形成所有四面體之六維空間中的一個四維子集（由它們的六個邊長參數化）。更精確地說，克雷爾四面體的四個頂點來自四個相互外切的球之球心。在這種情況下，四面體的六個邊長是這四個球體半徑的兩兩之和。
這種四面體的中分球與四面體邊相切的點為四個生成球體中的兩個球體彼此相切且垂直於所有四個生成球體的點。

## 性質

### 相切圓
若{\displaystyle O}是凸多面體{\displaystyle P}的中分球，則{\displaystyle O}與{\displaystyle P}的相交處位於每個面上，在面上的相交形狀為圓形，該交圓正好與該面的邊相切，且相切的點和中分球{\displaystyle O}與凸多面體{\displaystyle P}相切的點相同。因此{\displaystyle P}的每個面都有一個內切圓，並且，當兩個面共用一條邊時，這兩個面上的內切圓恰好彼此相切（然而，並非逤有具有這些特性的圓都來自中分球）
對偶地，若{\displaystyle v}是{\displaystyle P}的頂點，則存在頂點{\displaystyle v}，其頂角由頂點向下看，會在某個位置與中分球相交，這些交點共面，所形成的平面交於中分球{\displaystyle O}為一個圓形，該圓形與{\displaystyle v}的頂角相交的頂點所形成的多邊形（頂點圖）和中分球{\displaystyle O}相交的圓為外接圓關係。這個圓與頂點{\displaystyle v}形成一個圓錐體區域；該圓形形成球冠的邊界，在該球冠範圍內從{\displaystyle v}的頂角內可以看到球體的表面。也就是說，從頂點看去，該圓是中分球的地平線。當兩個頂點以上述方式形成兩個圓形時，所形成的兩個圓形恰好彼此相切。

### 對偶性

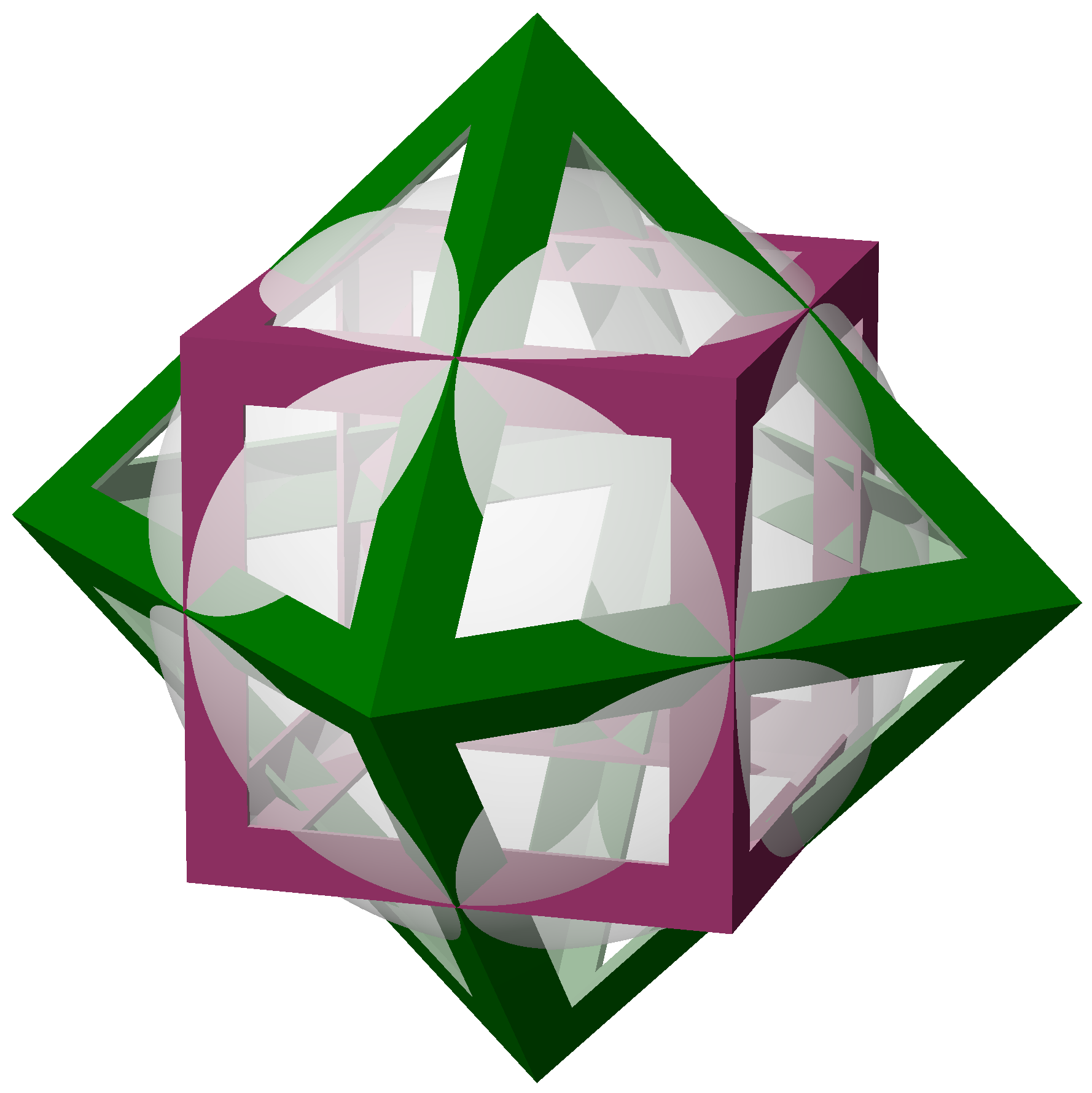
立方體和正八面體具有相同的中分球

若多面體{\displaystyle P}存在中分球{\displaystyle O}，則{\displaystyle P}的極多面體的中分球也是{\displaystyle O}。極多面體之面與{\displaystyle O}相交出來的圓（極多面體之面的內切圓）與{\displaystyle P}從頂角向下看的地平線（頂角在相交位置之頂點圖的外接圓）所形成的圓形與頂點構成的圓錐和極多面體面與中分球{\displaystyle O}相交之圓相切。極多面體的邊和原多面體{\displaystyle P}與中分球的切點相同，且相切的邊對於原多面體{\displaystyle P}和對應的極多面體的邊互相垂直。